# Mjölonsläktet
Mjölonsläktet (Arctostaphylos) är ett växtsläkte i familjen ljungväxter med cirka 60 arter. De har en cirkumboreal utbredning och i Nordamerika förekommer arter söderut till Mexiko.